# Al-Firdaus (Kuwejt)
Al-Firdaus (arab. الفردوس) – miasto w Kuwejcie, liczy 70 100 mieszkańców (2006). Ośrodek przemysłu spożywczego.